# 大草原城 (德克薩斯州)
大草原城 （英語：Grand Prairie）是美國德克薩斯州東北部的一個城市，屬達拉斯縣、塔蘭特縣和埃利斯縣。面積211.2平方公里，2006年人口為153,812人。
1863年開埠，1909年設市。

## 知名人物
- 赛琳娜·戈麦斯
- 海莉·奥瑞尼亚
- 比利·米勒
- 凱瑞·伍德